# Islas Snares
Las islas Snares, también conocidas como Tini Heke o simplemente como Las Snares, (en inglés, Snares Islands o The Snares) son un pequeño grupo de islas deshabitadas del océano Pacífico localizadas a unos 200 km al sur de la Isla Sur de Nueva Zelanda.

## Geografía

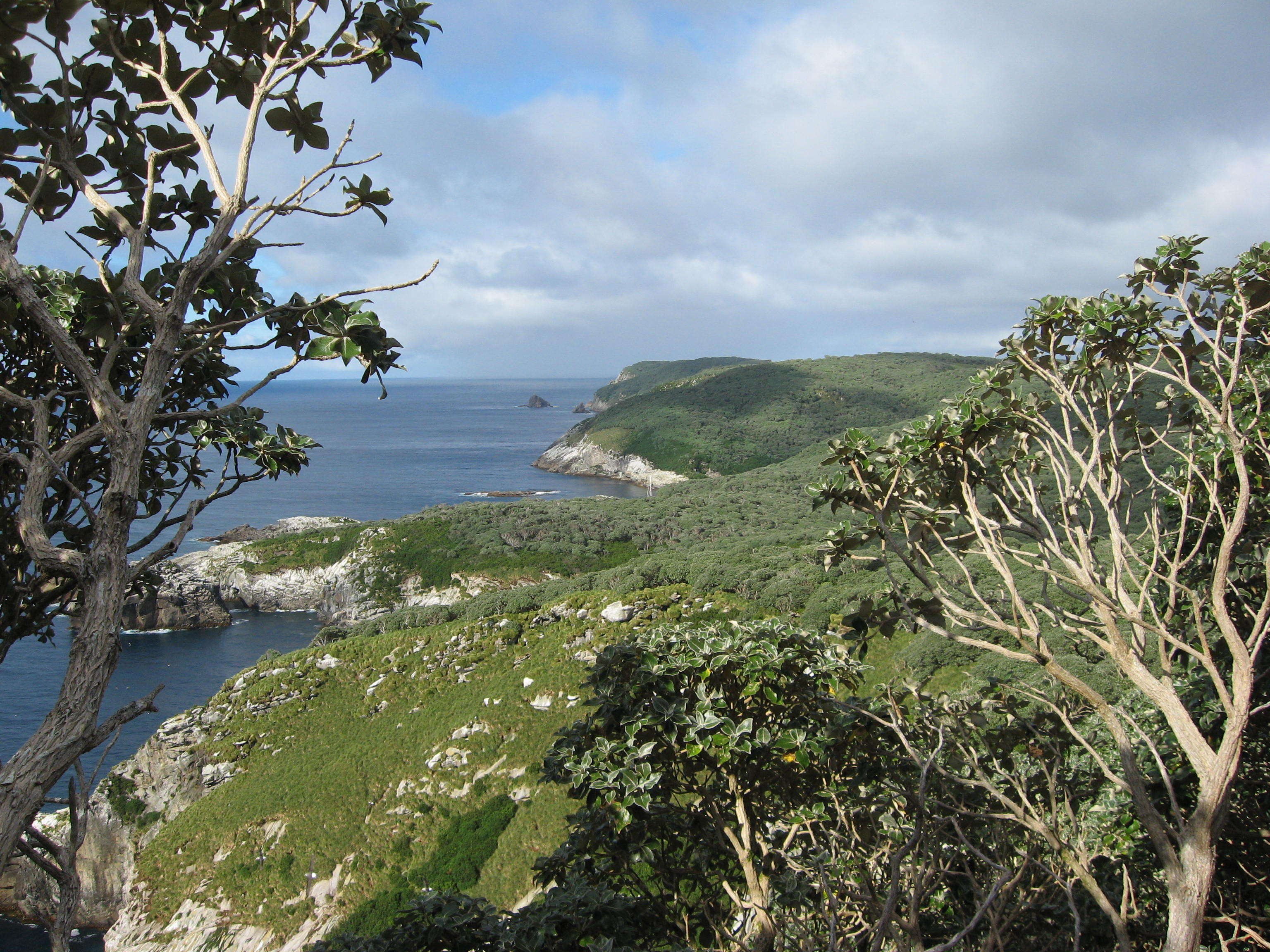
Vista de las bahías Punui Bay, Ho Ho y Mollymawk en la isla Broughton, la última tierra arbolada.

Las islas Snares consisten en dos islas principales, la  isla Noreste y la pequeña isla Broughton, así como un grupo de pequeñas islas  aisladas conocidas como las islas de la Cadena Occidental, localizadas aproximadamente a 5 kilómetros al oesudoeste. El conjunto de las islas del archipiélago tiene una superficie total de solamente  unos 4 km².
Las islas son el hábitat de varias especies endémicas, como el pingüino de las Snares (Eudyptes robustus) y el snipe de Nueva Zelanda (Coenocorypha aucklandica heugli), además de varias especies más de invertebrados. La isla Noreste, que está arbolada, es la primera área de cría de la pardela fuliginoso (Puffinus griseus), que llega a contar con unos 3 millones de individuos durante la época de cría, de abril a noviembre. Las comunidades de megahierbas crecen en las islas.
Las islas son uno de los cinco subgrupos que forman las islas subantárticas de Nueva Zelanda, designadas en 1998 como Patrimonio de la Humanidad por la UNESCO (ref. 877-001, islas Snares de Nueva Zelanda, con  341 ha). Los otros cuatro grupos de islas subantárticas de Nueva Zelanda en la región considerados patrimonio de la UNESCO son las islas Bounty, las islas Antípodas, las islas Auckland y las islas Campbell.
Las islas disfrutan de un estatuto de alta protección y están declaradas como islas de mínimo impacto. Los aterrizajes en la isla están generalmente prohibidos, salvo investigaciones científicas especiales.

## Historia
El grupo de islas fue descubierto el 23 de noviembre de 1791 por separado por dos barcos, el HMS Discovery,  al mando del capitán George Vancouver, y el HMS Chatham, comandado por el teniente William Robert Broughton; ambas naves pertenecientes a la conocida como expedición Vancouver. Vancouver bautizó a las islas como «Snares» (en español, "trampas") porque consideró que las islas eran un riesgo para la navegación; un islote al este de la cadena Occidental lleva el nombre de roca de Vancouver, y la segunda isla más grande lleva por nombre Teniente Broughton. Hay un peligroso arrecife a unos diez kilómetros al sur del grupo. 
Los maoríes ya conocían las islas, y a las más grandes las llamaron Te Taniwha («el monstruo de mar»). A diferencia de otras islas antárticas y subantárticas que se vieron afectadas por la industria de la caza de ballenas y la caza de focas en el siglo XIX, las Snares quedaron al margen y son una de las últimas áreas prístinas de Nueva Zelanda.